# Sergio Verjovski-Almeida
Sergio Verjovski-Almeida (Rio de Janeiro, 23 de abril de 1950) é um médico, pesquisador e professor universitário brasileiro.
Comendador da Ordem Nacional do Mérito Científico e membro titular da Academia Brasileira de Ciências e da Academia de Ciências de Heidelberg, é professor aposentado e colaborador da Universidade de São Paulo e líder científico em parasitologia do Instituto Butantan.

## Biografia
Sergio nasceu na cidade do Rio de Janeiro, em 1950. É filho de José Antunes de Almeida, jornalista, e de Olga Verjovsky, arquiteta. Em março de 1979, ingressou no curso de medicina da Universidade Federal do Rio de Janeiro (UFRJ), graduando-se em 1974. A motivação e o interesse pela pesquisa científica foi inspirada nas carreiras de Jayme Tiomno e Elisa Frota Pessoa, os melhores amigos de sua mãe, e do biólogo Haity Moussatché, visitas frequentes em sua casa.
Logo nos primeiros anos de faculdade, Sergio trabalhou como estagiário no laboratório de Antonio Paes de Carvalho, no Instituto de Biofísica da UFRJ, sendo responsável pelo desenvolvimento de programas de computador que registravam o potencial de ação de coração isolado, adquirindo familiaridade com instrumentos eletrônicos e programação. Tal conhecimento seria importante em sua carreira, ao escolher o trabalho em bioquímica e em biologia molecular.
Sob a orientação de Leopoldo de Meis, em 1973, começou a estudar o efeito do pH sobre o ciclo catalítico da cálcio-ATPase, uma enzima da membrana do retículo sarcoplasmático de músculo esquelético, que resultou em sua dissertação de mestrado, em 1976. Em 1975, ingressou no Departamento de Fisiologia da Universidade Federal Fluminense (UFF). Pela Muscular Dystrophy Association of America, recebeu uma bolsa de estudos para trabalhar de 1976 a 1978 com Giuseppe Inesi, na University of the Pacific, na Califórnia. Lá pode empregar medidas de cinética rápida para determinar de maneira pioneira a cinética transiente de acúmulo de cálcio e seu acoplamento com a utilização de ATP pela cálcio-ATPase.
Voltou ao Brasil em 1978 e no ano seguinte defendeu o doutorado em ciência pelo Instituto de Biofísica da UFRJ. No mesmo ano voltou para a UFRJ, para retornar ao laboratório do professor Meis. Em 1992, chegou ao cargo de professor titular. Em 1994, mudou-se para São Paulo, onde ingressou como professor titular do Departamento de Bioquímica do Instituto de Química da Universidade de São Paulo (USP). Em seu laboratório pode intensificar o uso das técnicas de engenharia genética para o estudo da cálcio-ATPase de músculo e da ATP-difosfohidrolase de Schistosoma mansoni, causador da esquistossomose, através de financiamento da FAPESP.
Coordena uma rede de nove laboratórios em São Paulo que fazem o sequenciamento em larga escala do S. mansoni, gerando novas ferramentas para a caracterização de suas vias metabólicas. Implantou na USP a técnica pioneira de microarrays de DNA, para explorar os novos genes humanos encontrados na coleção de 1 milhão de sequências de fragmentos expressos, gerada nos anos de 1999 a 2000 no estado de São Paulo.